# Haripur (India)
Haripur è una suddivisione dell'India, classificata come census town, di 6.888 abitanti, situata nel distretto di Bardhaman, nello stato federato del Bengala Occidentale. In base al numero di abitanti la città rientra nella classe V (da 5.000 a 9.999 persone).

## Geografia fisica
La città è situata a 23° 40' 56 N e 87° 11' 56 E.

## Società

### Evoluzione demografica
Al censimento del 2001 la popolazione di Haripur assommava a 6.888 persone, delle quali 3.718 maschi e 3.170 femmine. I bambini di età inferiore o uguale ai sei anni assommavano a 980, dei quali 482 maschi e 498 femmine. Infine, coloro che erano in grado di saper almeno leggere e scrivere erano 4.221, dei quali 2.651 maschi e 1.570 femmine.